# Alfred Sieber
Alfred Sieber (* 9. Juli 1896; † nach 1943) war ein deutscher Jurist, Amtshauptmann und Landrat.

## Leben und Wirken
Nach Schulbesuch, Studium der Rechtswissenschaften und Promotion legte er am 18. Oktober 1924 die juristische große Staatsprüfung ab. Er trat in den öffentlichen Dienst ein und wurde zum Regierungsrat befördert. Beschäftigt war er in der Amtshauptmannschaft Glauchau.
Mit Wirkung vom 1. August 1938 wurde er zum Amtshauptmann in der Amtshauptmannschaft Glauchau ernannt, nachdem er diese Funktion bereits seit Februar 1938 kommissarisch ausgeübt hatte. Er blieb dort, ab 1. Januar 1939 mit der neuen Amtsbezeichnung Landrat, bis zu seiner 1944 erfolgten Einberufung als Oberleutnant der Reserve zur deutschen Wehrmacht. Neben seiner Tätigkeit als Landrat war Sieber auch Mitarbeiter des Sicherheitsdienstes des Reichsführers SS (SD).